# 광대 (남진)
광대(光大, 567년 1월 ~ 569년 1월)는 남진(南陳) 폐제(廢帝) 임해왕(臨海王) 진백종(陳伯宗)의 연호이다. 2년 동안 사용하였다. 568년 11월, 진백종은 폐위되어 임해왕(臨海王)에 책봉되었고 2개월 동안 진의 황위는 공석이었다. 이 때도 광대 연호는 계속 사용되었다.

## 개원
- 천강(天康) 2년 1월 3일[1](567년 1월 28일)에 연호를 광대(光大)로 개원함.[2][3][4][5]

- 광대(光大) 3년 1월 4일[6](569년 2월 5일)에 연호를 태건(太建)으로 개원함.[7][8][4][5]

## 연대 대조표
| 광대        | 원년           | 2년        | 3년        |
| 서기        | 567년          | 568년      | 569년      |
| 간지        | 정해(丁亥)     | 무자(戊子) | 기축(己丑) |
| 북제 (北齊) | 천통(天統) 3년 | 4년        | 5년        |
| 북주 (北周) | 천화(天和) 2년 | 3년        | 4년        |
| 후량 (後梁) | 천보(天保) 6년 | 7년        | 8년        |

## 동시대 연호

### 한국
신라(新羅)
- 개국(開國) (551년 ~ 568년)
- 대창(大昌) (568년 ~ 572년)

### 중국
북제(北齊)
- 천통(天統) (565년 ~ 569년)

북주(北周)
- 천화(天和) (566년 ~ 572년)

후량(後梁)
- 천보(天保) (562년 ~ 585년)

고창국(高昌國)
- 연창(延昌) (561년 ~ 601년)

## 같이 보기
- 중국의 연호 목록